# Иксал
Иксал или Иксаль (ивр. אכסאל‎ ,араб. إكسال‎, англ . Iksal) — местный совет в северном округе Израиля, рядом с горой Фавор. Его площадь составляет 8 971 дунамов. В деревне есть 4 начальные и 3 средние школы. Население — преимущественно арабы-мусульмане.

## В Библии
Иксал упоминается в Библии (Нав. 19:12, 18), как Кислоф Фавор и Кесуллоф.

## История
Иксал был известен Иосифу Флавию как Ксалот.
Археологические раскопки в Иксале выявили артефакты периода римского и византийского правления в Палестине. В погребальных пещерах, вырубленных в скале, были обнаружены саркофаги и оссуарии с глиняной посудой, стеклянными сосудами и украшениями. В сельскохозяйственных сооружениях византийского периода, вырубленных в скале и оштукатуренных, была найдена часть давильни.
В 536 году в Иерусалиме состоялся Собор, на котором присутствовало 45 епископов из Палестины, в том числе епископ Эксала Парфений. Эксал отождествляется с Иксалом, то есть в Средние века, в VI веке в городе было достаточно христиан, чтобы гарантировать епископа.
Были раскопаны останки, относящиеся к периоду Омейядов (VII век н. э.), в том числе глиняная посуда.
22 декабря 946 г. силы египетской династии Ихшидидов разбили силы Сайф ад-Даула при Иксале, заставив их отступить к Алеппо и продвинувшись на Дамаск.
В период правления крестоносцев или мамлюков в Палестине в Иксале был построен замок, руины которого видны и сегодня. Крестоносцы, вероятно, достроили гораздо более старую структуру, которая была построена сначала в эпоху Аббасидов, а затем в эпоху Фатимидов. Большое кладбище у деревни было названо Мукбарат-эль-Афрандж («Кладбище франков»).
Также были раскопаны остатки построек периода мамлюков (XIV- XV века н. э.) и найдены остатки глиняной посуды.
В 1517 году деревня была включена в состав Османской империи вместе с остальной Палестиной, а в налоговых записях 1596 года она фигурировала как деревня Ксал, расположенная в нахии Табарийи Сефадского санджака (район), все жители которого были мусульманами.
В 1738 году английский писатель — путешественник Ричард Покок проезжал мимо этого места, которое он назвал Зал.
На карте вторжения Наполеона в 1799 году, составленной французским военным инженером-топографом Пьером Жакотеном, было указано место, названное Иксад.
В 1922 году, во времена Британского мандата, в деревне проживало 600 мусульман.
Как и многие другие арабские города и деревни в Галилее, уцелевшие после Арабо-израильской войны (1947—1949), Иксал сдался израильским войскам без сопротивления.

## География
Небольшой арабский городок Иксал расположен в Нижней Галилее, в восточной части Изреельской долины, у подножия Назаретских гор, возле горы Фавор, в 5 км от Назарета. Поблизости находятся города Нацерат-Иллит и Афула.
Мусульманский географ Якут аль-Хамави описал это место (которое он назвал Аксалом) как "деревню в провинции Иордан, лежащую в 5 лигах от Тверии. Арабская деревня Иксал была построена на мягкой известняковой скале холмов Назарета, где не было источника, поэтому дождевую воду собирали в цистерны.

## Население
По данным Центрального статистического бюро Израиля, население на начало 2020 года составляло 14 784 человека.
Ежегодный прирост населения — 2,3 %.
44,0 % учеников получают аттестат зрелости.